# A Grace klinika zenéje
A Grey's Anatomy Original Soundtrack egy filmzenei album, mely a Grace klinika c. televíziós sorozat dalait tartalmazza. Két részletben adták ki CD-n: Volume 1 és Volume 2.

## Számlista

### Volume 1
Megjelenési dátum: 2005. szeptember 27.
1. The Postal Service – Such Great Heights
2. Róisín Murphy – Ruby Blue
3. Maria Taylor – Song Beneath the Song
4. Tegan and Sara – Where Does the Good Go?
5. Mike Doughty – Looking at the World from the Bottom of a Well
6. Get Set Go – Wait
7. The Eames Era – Could be Anything
8. Rilo Kiley – Portions for Foxes
9. Joe Purdy – The City
10. Medeski, Martin & Wood – End of the World Party
11. Ben Lee – Catch My Disease (Live)
12. The Ditty Bops – There's a Girl
13. The Radio – Whatever Gets You Through Today
14. Inara George – Fools in Love
15. Psapp – Cosy in the Rocket (Főcímdal)

### Volume 2
Megjelenési dátum: 2006. szeptember 12.
1. The Fray – How to Save a Life
2. Moonbabies – War on Sound
3. Jim Noir – I Me You
4. Ursula 1000 – Kaboom!
5. Anya Marina – Miss Halfway
6. Jamie Lidell – Multiply
7. KT Tunstall – Universe & U
8. Metric – Monster Hospital
9. Gomez – How We Operate [Radio Edit]
10. Kate Havnevik – Grace
11. The Chalets – Sexy Mistake
12. Anna Nalick - Breathe
13. Gran Bel Fisher – Bound by Love
14. Get Set Go – I Hate Everyone [Clean Version]
15. Foy Vance – Homebird
16. Snow Patrol – Chasing Cars [Acoustic Version]